# Omikron BASIC
 (septembre 2012).
Le BASIC Omikron a été développé à partir de l'année 1985 pour l'Atari ST pour fonctionner avec un processeur 68000. L'éditeur initial en est Artur Södler, aidé de Thomas Kemp pour l'écriture des routines mathématiques.
Si la dernière version (5.20) pour l'Atari date de 1998, il continue à être développé pour le Macintosh, pour lequel il en est à la version 8.5 (mars 2008), adapté pour les MacIntosh Intel, utilisant toujours EasyGEM, et les bibliothèques Complex, Numeric et Statistic.

## Fonctionnalités
Le programme exécutable de l'Omikron BASIC 3.01 tient en 106 Ko, cette légèreté étant due au fait qu'il a été écrit en assembleur 68000.
Ce BASIC est compilable en application directement exécutable par le système. Il prend alors une de ces extensions : .PRG, .TOS, .APP, .TTP.
Il peut également utiliser les coprocesseurs mathématiques 68881/68882.
Ce BASIC permet d'exploiter la bibliothèque GEM.LIB (le GEM installé dès l'origine sur le ST), par exemple par l'utilisation d'un fichier .RSC fabriqué par un éditeur de ressources. La compilation combinée avec la bibliothèque graphique GEM permet la fabrication d'accessoires, (.ACC), appelables à partir de toute application comprenant un système de menus. Sans être multitâche, il est alors possible, sans quitter une application, d'avoir accès à d'autres fonctionnalités.
En 1988, la bibliothèque EasyGEM, des mêmes auteurs, est destinée à simplifier le maniement des fenêtres et menus, s'interfaçant de façon simple avec le Basic.

## Compatibilité
Si l'Omikron-BASIC se voulait le plus compatible possible avec le Microsoft-BASIC et le GW-BASIC, le format des nombres flottants était porté à 6 («simple précision») et 10 octets («double précision»). D'autre part, le ST étant conçu dès l'origine pour une interface graphique, ce BASIC ne devait plus gérer ni la surbrillance ni le jeu de caractères semi-graphiques.
Parmi les différences lexicales, le BASIC différencie les logarithmes en base 10 LOG des logarithmes népériens LN.

## Programmation structurée
L'Omikron BASIC possède les boucles FOR ... NEXT, WHILE ... WEND et REPEAT ... UNTIL. Les sous-programmes GOSUB ... RETURN peuvent être remplacés par des procédures PROC ... RETURN, et des fonctions-utilisateur sont définissables. Les fonctions retournent une valeur, nombre ou chaîne, tandis que les procédures peuvent en retourner plusieurs.

## Programmation de bas niveau
Un programme écrit en Omikron peut appeler des routines écrites en langage-machine, par les instructions CALL et USR, en précisant l'adresse en mémoire où est situé le code, ou directement par une chaîne hexadécimale de code-machine, introduite par INLINE.